# Seraphina Sforza

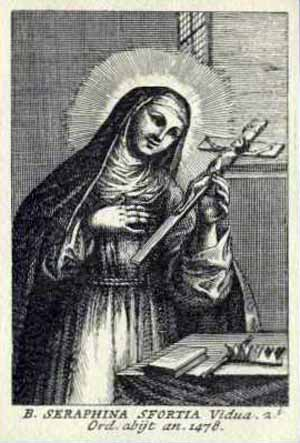

Seraphina Sforza (* 1434 in Urbino als Sveva da Montefeltro; † 8. September 1478 in Pesaro) war eine italienische Adelige und Nonne. 
Papst Benedict XIV. approbierte 1754 ihren Kult. Ihr Gedenktag ist der 9. September.

## Leben
Sforza wurde als Tochter von Guido Antonio da Montefeltro, Graf von Urbino, und Caterina Colonna im ersten Halbjahr 1434 geboren. Ihr Vater starb 1438, ihre Mutter 1443. Ihr Vormund wurde ihr ältester Bruder Oddantonio da Montefeltro, der ihrem Vater als Graf nachfolgte, nach dessen Ermordung 1444 ihr Halbbruder Federico da Montefeltro. Im März 1446 ging sie als 12-jährige nach Rom. Dort blieb sie mehr als ein Jahr bei ihrem Onkel mütterlicherseits, Kardinal Prospero Colonna.
1448 heiratete Sveva Alessandro Sforza, Herr von Pesaro. Einige Zeit später verließ sie ihr Mann, um seinen Bruder Francesco I. Sforza als Herzog von Mailand zu unterstützen. Während seiner sechsjährigen Abwesenheit war sie mit der Regierung von Pesaro betraut. Nach seiner Rückkehr führte ihr Mann ein ausschweifendes Leben und misshandelte sie. Er zwang sie in das Klarissenkloster in Pesaro einzutreten. Nach der erforderlichen Dispens durch Papst Kalixt III. legte sie 1457 die Gelübde ab und erhielt den Ordensnamen Seraphina. Im Kloster lebte sie mit großer Demut und Frömmigkeit.
Nach dem Tod ihres Mannes 1473 wurde Seraphina 1475 zur Äbtissin gewählt. 
Als einige Jahre nach ihrem Tod ihr Körper exhumiert wurde, war er unversehrt und wurde im Dom von Pesaro aufgebahrt.